# Chotinan Theerapapong
Chotinan Theerapapong (thailändisch โชตินันท์ ธีรภัทรพงศ์, * 22. Juni 1992 in Chainat) ist ein thailändischer Fußballspieler.

## Karriere
Chotinan Theerapapong erlernte das Fußballspielen in der Schulmannschaft der Debsirin School in der thailändischen Hauptstadt Bangkok. Von 2013 bis Mitte 2019 stand er beim Chainat Hornbill FC unter Vertrag. 2013 spielte der Verein in der ersten Liga des Landes, der Thai Premier League. Mit Chainat gewann er 2016 den FA Cup. Aufgrund des Todes von König Bhumibol Adulyadej wurde der Wettbewerb 2016 nach dem Viertelfinale abgebrochen und allen vier verbliebenen Teilnehmern (Chainat Hornbill FC, Chonburi FC, Ratchaburi Mitr Phol, Sukhothai FC) wurde der Titel zugesprochen. Ende 2016 musste er mit Chainat in die zweite Liga absteigen. Ein Jahr später wurde er mit dem Verein Meister der zweiten Liga und stieg direkt wieder in die erste Liga auf. Bis Mitte 2019 absolvierte er 56 Erstligaspiele für Chainat.
Seit dem 24. Juni 2019 ist Chotinan Theerapapong vertrags- und vereinslos.

## Erfolge
Chainat Hornbill FC
- FA Cup: 2016
- Thai League 2: 2017  ▲